# 극우

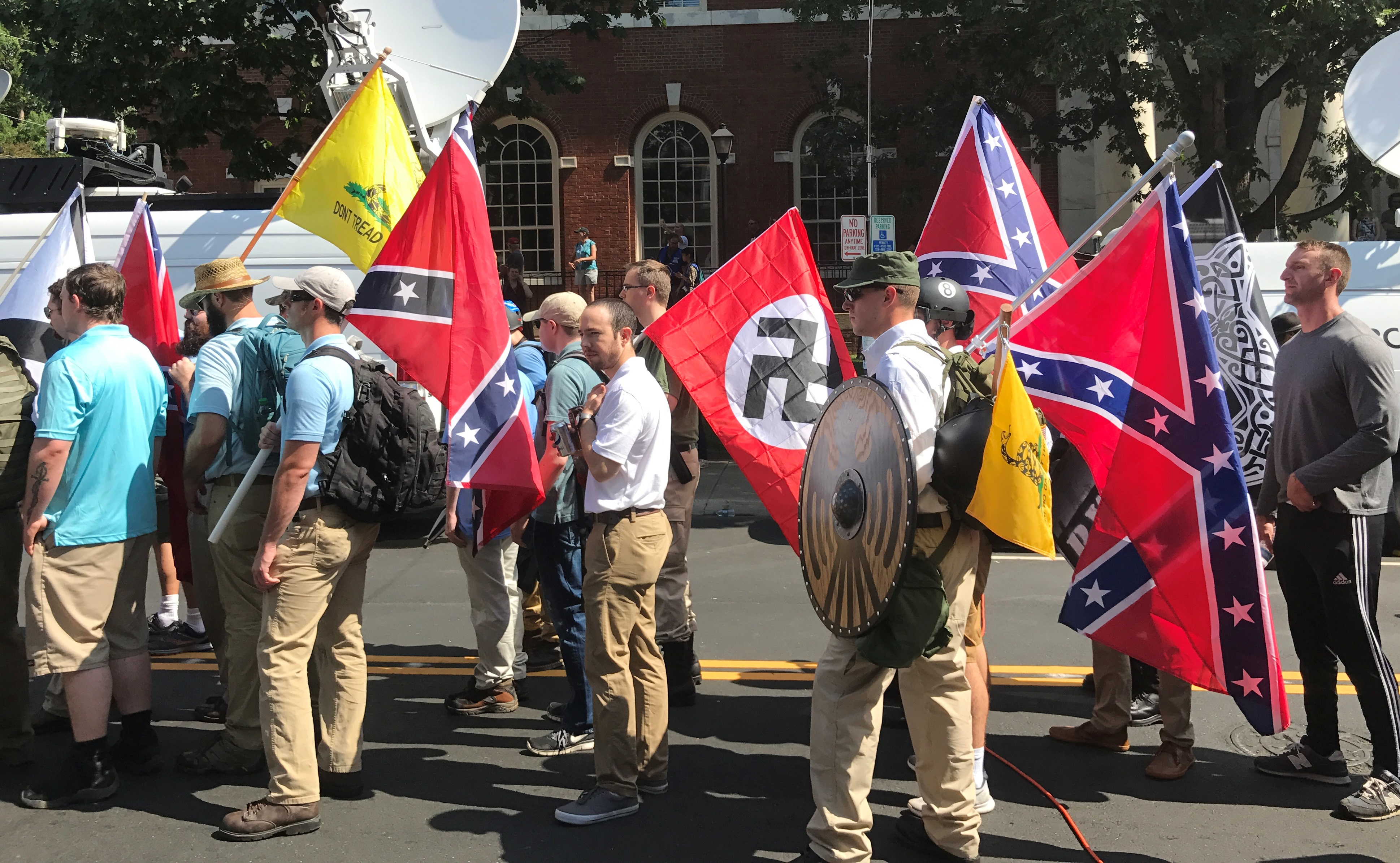
미국 샬러츠빌에서 열린 극우 시위

극우(極右, 영어: far-right politics) 또는 우익 극단주의(영어: right-wing extremism)는 일반적으로 급진적 보수주의, 권위주의, 국수주의, 토착주의로 특징지어지는 다양한 이념을 포괄한다. 이 정치적 스펙트럼은 자유민주적 규범에 대한 반대와 배타주의적 견해에 대한 강조로 보다 주류인 우익 이념과 구별되는, 가장 오른쪽에 위치한다. 극우 이념에는 역사적으로 파시즘, 나치즘, 팔랑헤주의가 포함됐으나, 현대적 표현에는 신파시즘, 신나치즘, 백인우월주의, 그리고 국수주의, 외국인혐오, 신권적 혹은 반동적 신념을 특징으로 하는 다양한 다른 운동도 포함된다.
극우 세계관의 핵심은 사회적 순수성이라는 개념으로, 이것은 종종 동질적인 "국민" 혹은 "민족" 공동체라는 아이디어로 이어진다. 이 관점은 주로 유기체론(有機體論)과 연관되는데, 이는 사회를 하나의 통합되고 자연적인 실체로 인식하여 다양성이나 현대의 다원주의를 위협으로 여긴다. 극우 운동은 민족적, 종교적 혹은 문화적으로 이상화된 공동체에 대한 인식된 위협을 주로 표적으로 삼으며, 이는 반이민 감정, 복지국수주의, 그리고 극단적인 경우 정치적 폭력이나 억압으로 이어진다.
실제 정치에서 극우 운동은 지역과 역사적 맥락에 따라 크게 다르다. 서유럽에서는 종종 반이민과 반세계화에 초점을 맞췄으나 동유럽에는 강력한 반공주의 수사가 더 흔하다. 미국은 중앙정부에 대한 급진적 반대와 토착주의를 강조하는 극우 운동의 독특한 진화를 보았다.

## 지적 역사

### 배경
1789년 프랑스 혁명은 보편적 평등과 자유에 관한 새로운 사상으로 위계를 뒷받침하는 기존 사상에 도전함으로써 정치사상에 큰 변화를 가져왔다. 현대의 좌우 정치적 스펙트럼도 이 기간 동안 등장했다. 민주정과 보통선거권 지지자들은 프랑스 의회의 좌측에 자리잡았고, 군주제 지지자들은 가장 우측에 앉았다.
19세기 자유주의와 민주정에 가장 강력하게 반대했던 사람들, 가령 조제프 드 메스트르와 프리드리히 니체는 프랑스 혁명을 매우 비판했다. 19세기에 전제군주제로의 복귀를 주장했던 사람들은 스스로를 "극단적 군주주의자"라고 불렀고, 왕조가 "신의 뜻의 저장소"로 여겨지는 "신비주의적"이고 "섭리주의적"인 세계관을 받아들였다. 자유주의적 근대성에 대한 반대는 계층과 뿌리가 평등과 자유보다 더 중요하고, 후자의 두 가지는 비인간적이라는 믿음에 기반을 뒀다.

### 출현
1917년 볼셰비키 혁명 이후 프랑스 공개토론에서 극우는 러시아에서 일어난 사건을 지지하는 극좌의 가장 강력한 반대자들을 설명하는 데 사용됐다. 그럼에도 불구하고 극우의 많은 사상가들은 맑스주의 계급분석을 거부하는 군사적 동지애에 기반한, 혹은 학자들이 때때로 "사회주의 수정주의"의 한 형태로 설명한 오스발트 슈펭글러가 "혈통의 사회주의"라고 부른 것에 기반한 반맑스주의적이고 반평등주의적인 사회주의 해석의 영향을 받았다고 주장했다. 여기에는 샤를 모라스, 베니토 무솔리니, 아서 묄러 반 덴 브룩, 에른스트 니키쉬가 포함됐다. 이러한 사상가들은 결국 민족주의 노선을 따라, 카를 맑스와 프리드리히 엥겔스가 "노동자들은 국가가 없다"는 사상을 민족주의 이론에 대조시킨 원래의 공산주의 운동에서 분리됐다. 스위스 역사가 필리프 부랭에 따르면 이 전쟁은 좌우분열을 초월하는 반개인주의적 "민족적 통일" 관념을 확산시킴으로써 유럽의 정치지형을 완전히 재설계했다.
산업화와 보통선거권을 통해 "대중"이라는 개념이 정치논쟁에 도입되면서, 국가적, 사회적 사상을 기반으로 하는 새로운 우익이 등장하기 시작했는데, Zeev Sternhell이 "혁명적 우파"라고 불렀고 파시즘의 전조였다. 좌파와 민족주의자 사이의 갈등은 아나키즘이나 생디칼리즘과 같은 반군국주의적이고 반애국주의적인 운동의 등장으로 더욱 심화됐는데, 이는 극우와 유사점이 더욱 적었다. 후자는 좌파와는 전혀 다른 "민족주의적 신비주의"를 발전시키기 시작했고, 반유대주의는 극우의 신조로 바뀌어 극좌 일부가 옹호하는 전통적인 경제적 "반유대주의"에서 벗어나 인종적, 유사과학적 타자성 개념을 지지했다. 사회적 분열을 넘어 대중을 통합한다는 공통목표를 갖고 범게르만연맹이나 애국연맹과 같은 다양한 민족주의 연맹이 전 유럽에 형성되기 시작했다.

### 푈키셔와 혁명적 우파

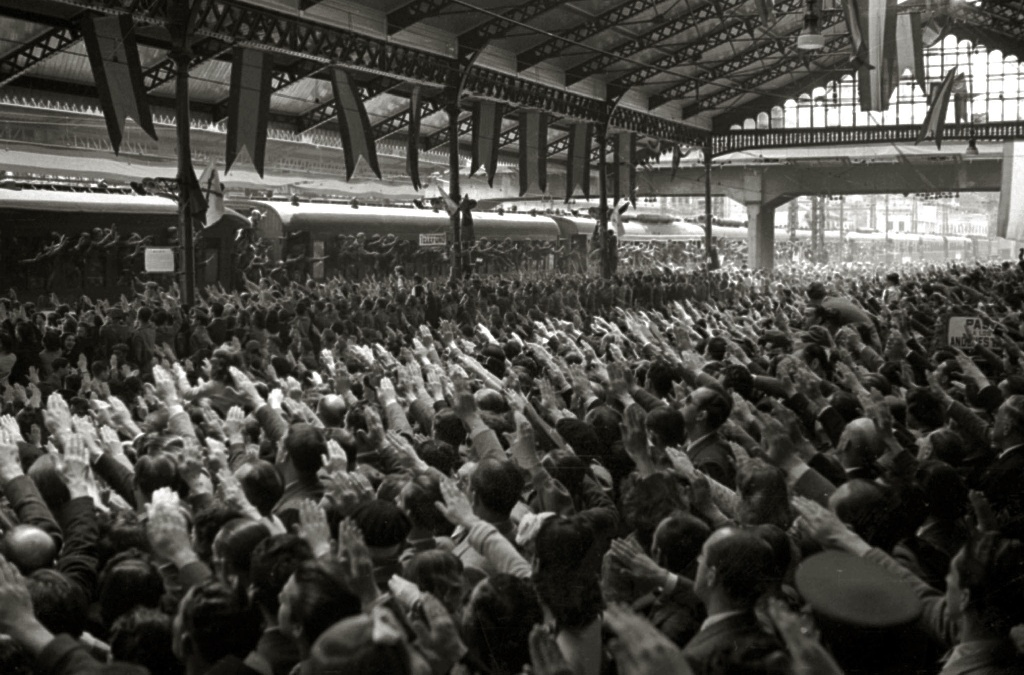
1942년 산세바스티안에서 청색사단의 스페인 팔랑헤당 자원병들이 기차에 오르다

민족운동은 19세기 후반에 등장하여 독일 낭만주의와 중세 제국이 조화로운 계층적 질서로 조직됐다고 생각하는 데 대한 매혹에서 영감얻었다. "피와 땅"이라는 개념을 바탕으로 세워진 이 운동은 배타적이고  인종적인 의미가 커진 결과 1900년대부터는 인종주의적, 대중주의적, 농업적, 낭만적 민족주의적, 반유대주의적 운동이었다. 그들은 그 당시 독일 농촌지역에서 여전히 발견될 수 있었던 "원시 국가" 신화를 이상화했으며, 이는 "자연적 엘리트에게 자유롭게 복종하는 원시 민주정"의 한 형태였다. 아르튀르 드 고비노, 휴스턴 스튜어트 체임벌린, 알렉시 카렐, 조르주 바셰 드 라푸주가 이끄는 사상가들은 다윈의 진화론을 왜곡해 "인종투쟁"과 위생주의적 세계관을 옹호했다. Völkischen이 이론화한 생물학적-신비주의적이고 원시적인 국가의 순수성은 특히 유대인을 포함한 외국 요소에 의해 타락한 것으로 여겨지기 시작했다.
모리스 바레스의 "대지와 죽음" 개념으로 번역된 이러한 사상은 전 유럽의 파시스트 이전의 "혁명적 우파"에 영향을 미쳤다. 후자는 세기말 지적 위기에서 유래했으며, 프리츠 스턴의 말에 따르면 현대세계의 합리주의와 과학주의에 뿌리를 박은 사상가들의 깊은 "문화적 절망"이었다. 그것은 혁명적 경향과 반자본주의적 입장, 대중주의적이고 국민결정적인 차원, 행동수단으로서의 폭력 옹호, 개인 및 집단적 재생에 대한 요구와 함께 기존 사회질서의 거부가 특징이었다.

### 현대 사상
마크 시즈윅은 현대 극우정치의 주요 사상가들이 종말론, 세계적 엘리트에 대한 두려움, 카를 슈미트의 친구-적 구분에 대한 믿음, 그리고 메타정치의 개념이라는 네 가지 핵심요소를 공유한다고 주장한다. 종말론적 사고의 흐름은 오스발트 슈펭글러의 서구의 몰락에서 시작돼 율리우스 에볼라와 알랭 드 베노이스트가 공유한다. 이는 팻 뷰캐넌의 서구의 죽음과 유럽의 이슬람화에 대한 두려움에서 계속된다. 에른스트 윙어는 뿌리없는 세계주의적 엘리트에 대해 우려했고, 드 베노이스트와 뷰캐넌은 관리국가(Managerial state)에 반대했으며, 커티스 야빈은 "대성당"에 반대했다. 슈미트의 친구-적 구분은 프랑스의 누벨 드로이트의 다원주의 개념에 영감주었다.

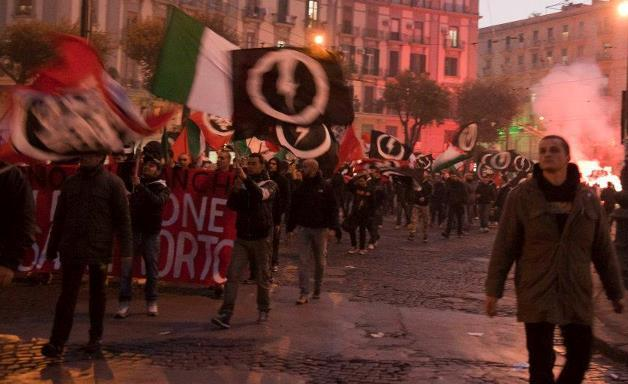
나폴리의 카사파운드 집회

1961년 유럽 극우에 영향력있다고 여겨지는 책에서 프랑스 신파시스트 작가 모리스 바르데슈는 파시즘이 시대의 변화에 맞게 조정된 새로운 형이상학적 모습으로 20세기를 살아남을 수 있다는 생각을 소개했다. 바르데슈는 단일정당, 비밀경찰 혹은 카이사르주의를 공개적으로 보여주는 파멸한 정권을 되살리려하기보단 이론가들이 틀에 관계없이 파시즘의 핵심 철학적 사상, 즉, "신체적으로 더 건전하고 도덕적으로 더 순수하고, 국가적 이익을 가장 의식하는" 소수만이 공동체를 가장 잘 대표하고 덜 재능있는 사람들에게 바르데슈가 새로운 "봉건적 계약"이라고 부르는 것으로 봉사할 수 있다는 개념을 홍보해야한다고 주장했다.
현대 극우사상에 영향을 미친 또 다른 세력은 율리우스 에볼라를 포함한 전통주의 학파였으며, 도널드 트럼프 및 블라디미르 푸틴 그리고 헝가리의 요비크당의 고문인 스티브 배넌과 알렉산드르 두긴에게 영향을 미쳤다.

## 각국의 극우

### 노르웨이의 극우
노르웨이는 급진, 강경적인 내셔널리즘과 파시즘을 통해 극우로 이어져왔다. 대표적으로 국민연합이 유명한데, 비드쿤 크비슬링이 국민연합 소속으로 알려져있고, 1940년 노르웨이가 독일에 점령당할 때 크비슬링 정권을 출범시켰다. 그러나 크비슬링은 반역죄로 처형당했고, 국민연합도 해산된다.
오일 쇼크 이후 세계 경제가 신자유주의 기조를 타던 1970년대인 1973년에는 아나코-자본주의 성향의 노르웨이 진보당이 출범했다. 당시에는 별도의 민족주의 또는 유럽회의주의 성향을 내포하고 있지 않았지만, 1990년대부터 갑작스럽게 네오나치들도 노르웨이 진보당의 대열에 섰다. 1990년대에서 2008년 사이는 당내에서 민족주의, 인종주의 운동이 활발하게 일어났던 시기이며, 2011년 노르웨이 테러사건의 피의자인 아네르스 베링 브레이비크는 한 때 노르웨이 진보당 내에서 과격한 인종주의 분파에 들었다는 게 밝혀졌다. 오늘날, 노르웨이 진보당은 약 29석 규모의 제3당으로 급부상했다.
노르웨이의 극우들은 이슬람교 문화가 자국에 유입되는 것에 회의적이며, 노르웨이 루터교 교리와 노르만 인종의 우월성을 강조하는 특징을 가졌다.

### 대한민국의 극우
한국의 극우는 해방 정국에서 공산주의에 대항하여 처음 등장했는데, 대한민국 임시정부와 연계되어 활동했던 백의사, 이범석의 민족청년단, 지청천의 대동청년단 등이 있었다. 하지만 해방 정국에서 남과 북이라는 이념이 다른 독립된 체재가 성립되었고 서로 무력의 수단인 군사력을 갖추었기에, 북한의 입장에서는 한국이라는 체제는 극우일수 밖에 없으며 그 역도 성립하는 특이한 관계가 성립한다. 나아가 분단 상황에서 대한민국 내에서 명확한 파시즘적 특성과 무력을 동반하지 않는 우파에 대해 극우라는 명칭을 부여하는 행동은 국가의 한국이라는 공동체 스스로의 정체성에 대한 질문을 동반시키는 양상을 보인다.
이 테러가 임시정부의 지시에 따른 것이라는 증거를 확보한 북한은 김구와 이승만을 격렬히 비판하였다. 북한은 김구와 이승만을 “봉건 잔재세력과 외국 팟쇼세력과 제국주의 잔재세력과 친일파의 삼위일체”이자, “이완용을 배운 조선의 매국노”로 규정짓는 강한 적개심을 드러냈다. 조선공산당은 김구의 귀국시 그들의 기관지를 통해 '김구를 민족혁명의 지사', '반제에 일생을 바친 고결한 지사'로 예찬했었지만, 이 테러사건 이후 김구는 북한에서 불구대천의 원수로 낙인찍히고 말았다. 이런 연유로 당시 북한의 출판물에서는 그의 이름으로 '개 구자', '김구'(金狗)로 부르며 매도하였다.
1946년 11월 북한에서는 인민위원회 위원 선거가 있었다. 이때 월남했던 반공세력이 일부다시 월북하여 선거방해를 도모하였다. 김일성은 이를 이승만과 김구가 배후에서 조종한 짓이라고 선언했다. 심지어 이들의 방해로 선전대원 몇 명이 사망한 경우도 있었다. 이들은 “선거가 비민주적이다”, “승려들과 목사들은 선거하지 말라”, “공동후보가 아니라 자유경쟁” 등으로 선거에 비판적이었고, 유권자들에게 선거에서 찬성하면 흑함에 넣으라는 흑함운동을 하기도 하였다. 이들에 대하여 김일성은 인민의 원수이며 반동파들에게 매수되어 그들의 간첩배가 된 세력으로 몰았다. 김일성은 선거기간에 생산기관의 방화, 운수부분에서 충돌사건, 주요 인사의 암살미수사건 등이 반동세력의 반대운동의 일환으로 파악하였고, 나아가서 북한에서 일어난 방화를 이승만과 김구가 파견한 방화단으로 규정하였다.
대한민국 정부 수립 이후에는 주로 이승만 정부 또는 자유당을 옹호하고 동시에 진보 계열 정치인들을 테러했던 극우 정치 깡패들이 존재했으며, 제1공화국 정부에서는 이들을 방치하고, 동시에 이들의 활동을 독려 및 지원까지 해주기도 하였다.
2000년대 이후로는 전향 주사파 출신이 주축이 된 극단적 신자유주의 운동이라고 일부 분석가들에 의해 평가받는 뉴라이트 운동이 생겨났다. 대한민국의 사회학자 우석훈은 한국의 극우는 반제국주의적 민족주의와는 관계가 없으며, 급진적인 경제적 자유방임주의 우익인 동시에 반민주주의, 반공주의, 군비증축, 지역차별주의, 인종주의 성향을 띠는 네오파시즘과 유사한 모습을 보이고 이들은 스스로를 '중도주의자' 또는 '자유주의자'라고 모호하게 칭하는 경향이 있으나, 경제적 자유주의를 주장한다는 것 이외엔 기존 자유주의와 매우 상반된 모습을 보이고 동시에 자유주의에 대한 이해도가 매우 부족하다고 주장했다. 정치학자 차상철은 현재 한국 극우의 여러 가지 특징이 분단 체제의 특수성에 기인한다고 분석했다. 일부 분석에서는 이들의 인터넷 커뮤니티에 집중된 활동에 주목하였다.
그러나 최근 본래 의미로써의 보수 우파의 정신과 철학, 양심이 근대 자유 민주주의 공화국의 원조인 미국의 입장을 정리한 배리 골드워터(<보수주의자의 양심> 저자)와 러셀 커크(<지적인 사람들을 위한 보수주의 안내서>, <보수의 정신> 저자), 프리드리히 A. 하이에크(<법, 입법, 그리고 자유>, <노예의 길> 저자), 밀턴 프리드먼(<선택할 자유> 저자) 등과 같은 저명하고 설득적인 보수의 사상가들의 영향으로 본래 취지의 보수 우파 정신을 되찾아 자유 민주주의와 법치를 주장하는 청년들이 많아져 극우와는 분리된 온건한 보수 우파로 분류되어 세를 넓혀가는 중이다.

### 독일의 극우
독일의 극우는 역사적으로 국가사회주의 독일 노동자당이 유명하며, 동시에 1930년대 대공황 당시 선거로 집권하였다. 아돌프 히틀러 정권은 장애인들과 유대인을 말살하는 강력한 인종주의 정책을 시행하면서 동시에 공산주의자, 아나키스트들을 학살했다. 제2차 세계 대전 이후 나치 잔당들은 독일 우파당을 거쳐 독일 사회주의 국가당을 형성하였으나 1952년 연방헌법재판소에 의해 해산되었고, 이후에는 독일 제국당으로 넘어가다가 국가민주당의 일부가 되었다.
동독 정권은 과거 반(反)나치 파르티잔들이 정권을 잡으면서 나치 잔당들을 광범위하게 숙청했다. 서독같은 경우는 1945년 패전 이후 연합군은 극우 이념을 엄금했지만, 일부 나치 동조자가 석방되거나, 처벌을 받지 않았다. 결국, 1947년 냉전이 시작되자 서독에 주둔했던 서방권 연합군들은 '군사작전역사부'라는 기관을 만들어 친(親)나치 성향의 역사왜곡을 주도했다.
1950년대부터 호황기를 누린 나라들 중 대표적인 서독은 1950년대부터 급진적인 다문화 정책을 실행해왔다. 1960년대에는 개발도상국에 대한 서독의 원조가 매우 심화되던 때로, 외노자들의 등장에 반대하는 인종주의자들이 독일 국가민주당을 창당했다. 1990년에 있던 독일 통일은 대량의 실업자들을 양산해냈고, 급진적인 다문화 정책은 그대로 유지되면서 그러한 상태를 악화시켰다. 이에 따라 외노자들에 대한 증오를 품은 네오나치가 대거 등장하게 되었으며, 오늘날은 정부의 강력한 통제하에 제도권에 진입을 못하게 하고 있지만, 그 수는 날로 증가하고 있다.
2013년에는 독일을 위한 대안이라는 반(反)난민, 반(反)EU 극우 정당이 등장하면서 2017년 총선에서 94석으로 제3당에 오르기까지 했으나 계속되는 우경화로 베른트 루케와 프라우케 페트리가 탈당하는 일까지 벌어졌다. 그 중 루케는 자유보수개혁당, 페트리는 파란당으로 넘어간다.
이 밖에도 제3의 길, 우파당 등의 극우 정당이나, 2015년 이후 형성한 페기다 같은 극우 단체 등이 존재하며 이들 모두 네오나치 외에도 독일 국민주의, 반이민 등을 표방한다.

### 러시아의 극우
러시아에서 1910년대에 왕당파 형태로 나타났고, 1990년대에는 네오나치의 형태로 나타났다. 후자의 경우는 현재까지 이어져오지만, 전자의 경우에도 현재까지 이어져오나 그 활동력이 극히 미미한 상태이다.
소련 정부가 들어선 1921년에서 1989년까지 소련의 전 지역에서는 인종차별, 국수주의, 파시즘 찬양을 당국에서 엄격히 제재하여, 극우 정치사상을 따르는 정당이나, 정치인이 없었지만 타 지역에는 만주에 거주했던 어뤄쓰족들이 주도한 러시아 파시스트당 등 러시아계 파시스트 단체가 존재했었다. 이후 1990년에는 정치의 자유를 보장함에 따라 극우 정당의 설립도 허가되었다. 1991년 소련의 붕괴 이후 러시아의 경제는 급속히 피폐해져서, 1992년에는 1인당 명목 GDP가 약 500 달러(소련 시절의 22분의 1 수준)로 낮아졌다. 소련 시절에 보장되었던 여러 사회적 안전망이 사라지고 경제난, 실업난이 심해지다보니, 양극단에 선 정당의 지지도가 높아졌으며, 그 시기에 제일 큰 정치 세력이 바로 극우 정치 세력이다. 현존하는 정당인 러시아 자유민주당은 당명과 관계없이 나치즘과 파시즘을 지지하는 정당이다. 과거 소련 자유민주당으로 창당하여 야당격을 맡았지만 지금은 극우 정당 중 하나로 불리며 현재 국가두마 의석수 대비 2020년 기준으로 제4당이다. 이들은 반공주의, 반민주주의 성향 그리고 인종주의 성향을 가졌지만, 과거의 소련, 러시아 제국 시절에 대한 향수를 가지고 있다. 이들이 후원하는 러시아 극우 스킨헤드들은 러시아 내에서 활동하는 유색인종들이나 유학생들을 사정없이 구타하고 폭행하여, 수많은 폭력 사건을 일으켰다.
이 밖에도 로디나 등의 극우 정당이 존재하며 드미트리 로고진이 이끄는 구 로디나는 과거 공정 러시아로 합당한 적이 있다.

### 미국의 극우
미국의 경우, 2차 대전 시기부터 미국의 2차 대전 참전을 반대하는 소규모 파시스트 집단들이 존재했다. 2차 대전 종전 후 해군 중령 출신인 조지 링컨 록웰은 미국의 다문화 정책과 자유주의에 반대하여, 1959년 미국 나치당을 창당했다. 동시에, 남북전쟁 당시 남군의 기병대 장교가 설립한 KKK란 극우 단체가 존재하며, 이들은 주로 미국 중부 지방과 남부 지방에서 활동하고 백인인종주의, 개신교 근본주의, 반천주교주의를 주장한다. 그러나, 위와 같이 네오나치만 한해서 존재하는 것은 아니다. 미국 헌법당과 미국 공화당 내에는 네오파시즘적인 성향을 가지고 있는 정치인들이 상당수 존재하며, 동시에 자유당(Libertarian Party)에도 아나코-자본주의 성향의 극우들이 존재한다. 특히, 아나코-자본주의자들은 미국이 전 세계에서 큰 비율을 차지하는 나라이기도 하다. 그러나, 보수양당제인 미국 정치 현실에서는 극단적인 정치 세력이 정권을 잡을 확률은 매우 낮다는 것이 지배적인 의견이다.
미국의 자유주의자나 사회주의자들은 티파티 운동, 그리고 공화당의 신보수주의의 패권주의와 제국주의 성향을 들어, 이 정치운동 및 이념을 극우 이념이라고 평가한다.

### 영국의 극우
영국에서는 1935년 파시즘 정당인 영국 파시스트 연합이 창당되었으나, 영국이 제2차 세계 대전에 참전하면서 1940년 해산되었으며, 영국에서는 극우 파시스트들이 큰 힘을 갖지 못하였다.
오늘날 영국의 극우들은 국민주의 성향의 파시스트 극우, 유럽회의주의 극우, 백인 우월주의 극우로 크게 나뉜다.
2016년 브렉시트를 계기로 유럽에서 유럽 연합을 탈퇴하고 이민을 반대하는 극우 운동이 확산되었다.
현재 영국 극우 정당은 영국 독립당, 브리튼 국민당 등이 있다.

### 일본의 극우
일본에서 극우 운동과 사상은 일본 제국 시절 당시 일본 육군의 파벌이었던 황도파, 통제파와 파시스트였던 기타 잇키로부터 그 기원을 찾을 수 있다. 당시 황도파는 반자본주의와 파시즘을 모토로 한 국가주의, 팽창주의를 기반으로 했고, 통제파는 기존 일본식 자본주의 체제와 군주제 체제를 유지하면서 제국주의와 전체주의를 온건적으로 실행해 나가자는 입장이었다. 다이쇼 데모크라시 시대가 끝난 이후 극우 사상이 전국적으로 퍼지면서, 이들의 사상에 힘이 들어가기 시작했다. 1940년 일본 정부는 근로국민당, 동방회를 제외한 모든 정당을 해산시켜 대정익찬회를 형성했으나 1945년 대정익찬회는 해산되고 사실상 일본 파시즘은 사라지게 된다. 2차 세계대전 종전 후, 대부분의 극우 지지자들은 처벌을 면하여 일본 자유당에 입당하였으며, 오늘날에는 그들의 원로적 역할을 했던 정치인들이 극우 운동의 지도자적 위치를 차지하고 있다. 현재 일본은 다름없이 극우에 대한 지지도가 상당히 높으며, 해당 단체는 셀 수 없을 정도로 많다.
좌익 인사들에 대한 폭력을 행사하기 위해 폭력단과 야쿠자와 유사한 단체를 가진 극우 단체도 존재한다. 정치권 내에서는 일본유신회라는 50석이 넘는 제3정당까지 존재한다. 대한민국과는 달리, 이들은 수많은 써클로 나뉘어 있기 때문에, 다 똑같은 극우들로 보기 힘들며, 네오나치, 파시스트, 일본식 제국주의자, 민족아나키즘 등등으로 나뉜다. 넷우익이란 용어도 일본에서 처음 나타난 용어이며, 주로 인터넷에서 활동하는 극우를 지칭한다. 일본의 지식계에서는 넷우익들을 일종의 사회 낙오자로 평가하고 있다. 일본 극우들의 공통점은, 반민주주의, 반공주의, 수구주의, 국수주의적이라는 점이 있다.

### 중국의 극우
청나라가 신해혁명으로 붕괴된 후 중화민국이 건국되면서 공화주의와 극우적 사상이 혼합된 형태를 지향하는 정치운동가들이 나타나기 시작했다. 대표적으로 장제스는 중국식 국가주의와 유교적 도덕주의를 바탕으로 한 파시즘을 지향했었다. 그는 1925년 당의 권좌를 잡은 후 1927년 중국 국민당 내의 중도 좌익을 숙청하여 당의 성격을 우익 성향으로 바꿨다. 국공 내전 시기에 국민당 내 극우들은 청방과 삼합회와 같은 조직폭력배를 고용하여, 점령지 내의 좌파 농민, 노동운동가들을 탄압했다.
국공 내전에서 중국 공산당이 대륙을 장악하게 된 후, 극우 세력들은 타이완으로 피신하여, 타이완 원주민들과 한인의 차별 정책을 지지했다. 장제스가 사망하였던 1975년까지 이른바 '전시민주체제'라는 반독재체제를 유지하여 일인일파 독재체제를 완고히 다졌었다.
이후, 중화민국 내 극우는 대륙수복이라는 명분을 가지고 반대파들을 공산주의로 몰아 학살했으나, 장제스가 죽고, 국제적으로 중화민국이 아닌 중화인민공화국을 하나의 중국으로 보도록 국제적인 인식이 바뀌고, 장징궈가 총통이 되고 민주화된 이후엔 사실상 대륙수복이 불가능하기에, 일부 온건우파들은 중화인민공화국에 협력하는 친중노선으로 바뀌었다.
오늘날의 중화민국 내 극우는 민주진보당의 타이완 독립, 분리주의 노선에 반대하며, 동시에 장제스식 대륙 수복, 국수주의, 보수주의, 국가주의 성향 등 과거의 정책을 지지하는 형태로 나타나며, 정치 활동 면에서는 직접 행동을 강조하고 있다. 그 중 중화통일촉진당이 있다.

### 폴란드의 극우
1905년 폴란드 국민주의 단체인 국민민주가 등장하면서 당시 폴란드의 극우는 국민민주 형태로 나타났다.
1930년대 얀 모스도로프와 그를 따르는 청년계가 국민당을 탈당하여 국민급진기지를 창당하였다. 그러나 국민급진기지는 폴란드 정부에 의해 해산되었고, 일부 세력들은 팔랑가와 ABC로 활동하게 된다. 그러나 제2차 세계 대전이 일어나자, 여러 친(親)폴란드 레지스탕스 기구에 소속되었고, 독일군과 싸우게 된다. 한편 모스도로프는 국민당에 복당하였고, 국민군사기구 창설을 지원하다 1943년 아우슈비츠 수용소에 학살로 사망하게 되었다. 그러나 제2차 세계 대전 종전 후 국민급진기지는 힘을 잃었고, 1947년 폴란드는 국민당을 강제로 정치 활동 금지, 해산을 하게 된다. 동시에 국민민주도 강제 해산되었다. 1989년 폴란드 인민공화국이 붕괴되었고, 이후 수많은 우익 단체들이 만들어지게 된다. 이를 계기로 1993년 국민급진기지가 부활하였고, 정치계에도 뛰어들고 있다. 2015년에는 파베우 쿠키스가 쿠키스15를 창당함에 따라, 쿠키스15는 2015년 총선에서 무려 42석을 얻어 제3당에 올랐다. 현재 쿠키스15는 극우적 색채를 버리면서 여러 극우 정당 및 단체들의 협력을 끊는 행보를 보이게 되었다.
현재의 극우 정당은 국민운동 등이 있다. 2019년 총선에는 폴란드 왕관동맹, 자유당 등 여러 정당들이 연합이라는 선거연합을 만들어 11석을 얻어 상당히 선전하였다. 현재 집권 정당인 법과 정의당도 강경한 사회보수주의적 정책을 시행하면서 부분적으로 극우적인 성향을 보인다고 평가받기도 하며 대한민국의 언론에서는 극우로 묘사되기도 하였다.

### 프랑스의 극우
1920년대 후반에서 1930년대 초중반까지의 공산주의, 사회주의자들 간의 정치 경쟁에서 패배하여 와해되었으나, 히틀러에 의해 프랑스가 점령된 후 비시 프랑스 정부가 들어설 때 일부 프랑스 극우들은 나치 정부에 협력했다.
오늘날에는 국민연합이라는 극우 정당이 존재한다. 이들은 하원의원 의석수를 2석이나 얻었다. 이러한 현상은 비단, 프랑스에서만 일어나는 현상이 아니며, 1950년대 경제 호황기에 힘입어 급진적으로 다문화 정책을 수용한 유럽 국가들에게 공통적으로 일어나는 현상이다. 이들은 대한민국과 마찬가지로 자신들을 극우로 부르지 않고, 민족주의자나 자유주의자로 돌려서 표현한다. 그러나 이들이 표방하는 이념은 파시즘에 가깝다. 주로, 프랑스에 유입되는 이슬람 문화에 대해 매우 회의적이며, 국수주의, 유럽회의주의, 기독교 근본주의 성향을 가지고 있다.

### 이탈리아의 극우
이탈리아에서의 극우는 베니토 무솔리니로 유명하다. 무솔리니가 이탈리아 사회당을 탈당하고 무소속으로 활동했었다. 1914년 10월 5일 안젤로 올리비에로 올리베티가 국제 파시스트행동을 창당하였고, 무솔리니는 같은 해 11월 자발적 파시스트 혁명행동을 창당하게 되었다. 이들은 1914년 12월 11일 파시스트 혁명행동이라는 통합정당으로 창당하였고, 1919년 파시스트 혁명행동이 이탈리아 전투 파스키로 확대되었다. 1921년 11월 9일 국가 파시스트당이 창당되면서 파시스트 운동이 시작되었다. 1922년 검은셔츠단을 이끌고 로마 진군을 통해 왕당파, 입헌군주제로 집권했던 이탈리아 왕국은 최초의 파시스트 정권을 세우게 된다. 그 후 무솔리니는 1943년 정부 붕괴까지 21년간 독재 체제를 이루었다. 무솔리니 집권 기간 동안의 국가 원수의 칭호는 두체라고도 하며, 총통, 수령으로 번역하기도 한다. 제2차 세계 대전에서는 독일, 일본과 함께 추축국을 결성하면서, 유고슬라비아, 그리스 등을 정복하는 등 활악하였으나 1943년 연합군이 시칠리아에 상륙하자 이탈리아는 패배하였고, 독일군의 무솔리니 구출과 이탈리아 왕국의 연합국 전환 등 여러 변화를 거쳐 두 나라로 쪼개졌다 (이탈리아 사회공화국). 한편 정부의 상태는 피에트로 바돌리오의 반(反)파시스트 정부로 바뀌었고, 1945년 독일이 패망하면서 이탈리아 사회공화국은 붕괴되었다. 무솔리니는 스페인으로 망명하기 위해 스위스로 망명을 하자 파르티잔에게 체포되었고, 그는 총살로 사망하였다. 제2차 세계 대전 후 이탈리아를 포함한 모든 나라에서 파시즘 진영은 완전히 사라졌으나, 신파시즘 운동이 일어났고, 반자본주의 가치가 사라지면서 사회주의자들을 증오하였고, 자유경쟁·권위주의적인 성향을 지향한다. 이는 네오파시즘이라 불리며, 현재까지도 일어나고 있는 사상으로 알려져 있다. 민주 파시스트당의 후계정당인 이탈리아 사회운동은 1972년 총선에서 56석을 얻어 네 번째로 큰 정당이기도 했으나, 1995년 1월 27일에 해산되었고, 네오파시즘 색채가 사라지고 국민보수주의, 보수주의적인 성향을 띠는 국가동맹이 출범하게 된다. 한편 급진적인 계파는 삼색기의 불꽃이라는 정당이 만들어지게 되었으며 최근에는 북부 이탈리아의 주권쟁취와 분리 독립을 요구하는 북부동맹이 창당하기도 하였다. 이후 2018년 총선에서는 명칭을 동맹으로 바꾸고 중도우파인 포르차 이탈리아 등 보수 정당과 연합하여 265석을 흭득하였으나 (동맹은 125석 흭득) 어느 세력도 과반을 흭득하지 못했고 대신 주세페 콘테를 총리로 하여 북부동맹과 오성운동 연정내각이 들어섰다. 총선 이후 동맹은 여론조사에서 오성운동을 꺾고 1위를 유지하고 있다. 그러나 2019년부터 오성운동-동맹 연립정부 간의 갈등이 심해졌고, 오성운동은 민주당과 연립정부를 구성함에 따라 야당이 되었다.
한편 정치적 뿐만 아니라 1960년대에서는 극우 성향의 단체들과 붉은 여단을 포함한 극좌 성향의 단체들이 테러리즘을 일으켰던 납의 시대 즉 사회혼란기가 일어났고, 이는 1980년대 쯤에 되어서야 완전히 사라졌다.

### 우크라이나의 극우
우크라이나에서의 극우는 대부분 우크라이나 국민주의 성향이 강한 편인데, 대표적으로 우익 섹터가 있다. 현재는 없어진 극우 성향의 준군사조직인 우크라이나의 애국자들도 존재한다 (현재는 아조프 대대가 되었고 2016년 국민군단이라는 정당이 창당됨).
과거 우크라이나 국민주의 운동을 주도한 우크라이나 국민주의자 기구 (OUN)가 존재했으며 OUN의 경우 내부에서 극우적인 성향을 띠기도 한다. 하지만 나치즘에 대한 밀접한 관계로써는 논란이 있다. 1940년 OUN이 분리된 이후 OUN-B는 폴란드 침공을 계기로 나치 독일 편에 서게 되었고 1941년 바로바로사 작전 직후 우크라이나 독립선언을 발표했으나 나치 독일의 탄압으로 수많은 지도자들이 게슈타포에 의해 체포되거나 투옥되었으며, 대부분 강제 수용소로 끌려가 죽었다. 한편 OUN-B의 지도자 스테판 반데라와 수상 야로슬라브 스테츠코는 1941년 9월 18일부터 1944년 9월까지 작센하우센 수용소로 이송되었다. 한편 OUN-M이 1943년 항복하여 OUN-B가 공산당에 의해 무너졌고, 일부가 OUN-B에 합류하기도 했으나 1956년 OUN-B가 다시 분열되었고, 현재는 OUN-Z, OUN-B로 활동하고 있다.
제2차 세계 대전 이후 소련 치하가 되면서 극우 활동이 금지되거나 지하에서 활동하게 되었으나 우크라이나 독립 이후 우크라이나 사회국민당이 등장하면서 다시 정치권에 입성하였다. 2004년 사회국민당은 스보보다가 되었으며 2012년 총선에서 37석을 얻어 선전하였다.
2014년 친러파와의 분쟁에서 반러시아 정서가 강해지면서 우익 섹터, 우크라이나 국토방위대대 같은 극우 준군사조직이 등장하기 시작했으며 돈바스 지역에서 노보로시야와 전투를 벌이고 있다.
현재 우크라이나의 극우 정당은 스보보다, 우익 섹터 등이 있다.

### 헝가리의 극우
헝가리에서는 극우정당인 요비크와 헝가리 정의와 삶의 당 등이 존재한다. 다만 요비크는 2018년 총선을 앞두고 반서방·반유대주의 정서를 사실상 버렸으며 집권여당인 피데스는 점점 우경화되는 상태이다. 다만 피데스는 우익정당이지, 극우정당이 아니다.
과거 헝가리 국민주의자 살러시 페렌츠가 이끄는 화살십자당이 존재했으며 1944년 나치 독일군의 판저파우스트 작전을 계기로 국민협동정부를 수립하여 여당이 되었으나 2차 대전 전후 활동이 금지되었다.

## 급진우파
가끔, 인종주의와 파시즘 경향을 멀리하는 아나코-자본주의자들과 신자유주의자들은 자신들이 극우가 아니라고 주장하고는 한다. 이들은 극우라는 말이 파시즘, 민족사회주의를 의미하며, 자신들은 극우 사상이 아니라 신자유주의를 포함한 반공 자유지상주의를 표현하는 것이라고 주장한다. 그러나 이들 또한 극우의 속성을 공유하므로 사실상 같은 것이라는 의견이 지배적이다.

## 극우 정당 및 단체

### 현존하는 극우 정당 및 단체
- 서북청년단 (2014)등
- 국가민주당, 페기다, 독일을 위한 대안
- 러시아 자유민주당, 러시아 국권당, 러시아 전 국민 연합, 대러시아당, 팜야트, 러시아 국가사회주의당, 러시아 국민연합, 러시아 국민단결, 로디나
- 민족주의자 운동당, 행복당, 자유소송당, 위대한 통일당
- 자유당, 미국 독립당, 금주당, 국가사회주의운동, 미국 해방당, 전통주의 청년 네트워크, 북아메리카 파시스트 연맹, 기독교자유당, 쿠 클럭스 클랜 (KKK)
- 플람스의 이익, 유럽국민주의 공동체당
- 스웨덴 민주당
- 임페리움 에우로파
- 아타카[26]
- 영국 국민전선, 민주당, 영국 우선당, 브리튼 국민당, 잉글랜드 민주당, 국가민주당, 브리타니카당, 국가자유당
- 요비크, 헝가리 정의와 삶의 당
- 세르비아 급진당, 드베리
- 오스트레일리아 우선당, 폴린 핸슨의 원 네이션, 자유연합, 오스트레일리아 세속당, 오스트레일리아 인권연맹, 대척점 저항, 통합애국전선, 국민운동
- 스보보다, 우익 섹터, 우크라이나인 민족주의 의회당, 국가사회주의 국회당, 국민군단, 우크라이나 국민연합
- 유대인의 집, 이스라엘의 우리 땅, 이스라엘 희망당, 헤루트, 강한 이스라엘
- 파시즘 자유 운동, 삼색의 불꽃, 아이디어 사회운동, 새로운 힘, 이탈리아의 형제들
- 국민당[27], 국민정당 우리의 슬로바키아
- 진품 팔랑헤, 카탈루냐 애국운동, 에스파냐 2000, 유럽 국영 국가, 팔랑헤당 (1976년), 스페인 팔랑헤 운동, 라 팔랑헤, 스페인 국가민주당, 카탈루냐 연단, 공화사회운동, 스페인 기독교 운동, 국민동맹 (스페인), 국민민주당 (스페인)
- 핀인당
- 국민운동당, 가톨릭 국민운동당, 폴란드 가족연합[28], 폴란드 국가부흥당, 신우익당, 급진국민캠프
- 국민회의
- 차세대당, 행복실현당, 국가사회주의 일본 노동자당, 일본 국가당, 대일본애국당, 일본제일당
- 신우익당
- 악시옹 프랑세즈, 국민전선, 우선 알자스, 프랑스당, 새로운 세력당
- 시브 세나, 아칼리 달
- 국민통합당
- 자유당
- 황금새벽당, 대중 정교회 연대
- 오스트리아 자유당
- 덴마크 인민당
- 신 사회 운동당
- 국민민중전선
- 국가의 자존심의 보스니아 운동
- 자유와 직접 민주주의, 국민민주주의당
- 노르웨이 인민당
- 알바니아 국민전선
- 숨카
- 국가재건당, 국민농촌당
- 국민연합
- 골카르
- 에스토니아 국민보수당
- 질서와 정의[29]
- 방글라데시 자마티 이슬라미

### 과거에 존재했던 극우 정당 및 단체
- 백의사, 대한청년당, 서북청년회, 유신정우회
- 자유사상가당, 그리스 애국 사회주의 협회
- 남아프리카 공화국 국민당, 오제바브란트바흐, 그레이셔츠
- 국가사회주의 네덜란드 노동자당, 네덜란드 국가사회주의 운동, 네덜란드 파시스트 연합, 검은 전선, 네덜란드 파시스트 총동맹, 국가 연합
- 국가사회주의 노르웨이 노동자당, 노르웨이 조국당, 국민연합, 국가민주당, 노르웨이인의 애국, 국가 군단, 노르웨이 전선, 이민을 멈춰라
- 독일 조국당, 독일 노동자당, 독일 국가인민당, 국가사회주의 독일 노동자당, 사회주의 제국당, 자유 독일인 노동자당
- 덴마크 나치당, 덴마크 인민당
- 천둥십자당, 모두를 위한 라트비아, 조국과 자유를 위해, 조국과 자유를 위해-LNNK, 라트비아 국민독립운동[30]
- 백군, 국가사회주의 사회당, 로디나[31], 러시아 인민의 연합, 러시아 파시스트 기구, 러시아 파시스트당, 슬라브 연합
- 철위대, 독일인 당, 독일인 인민당, 국가사회주의당, 루마니아 십자군당[32], 루마니아 행동당, 시민 블록, 국가 기독교 방어 연맹, 민주국민당[33], 국가기독교당, 국가 파시스트 운동, 루마니아 국민 파스키오, 이탈리아-루마니아 국민문화 경제 운동, 국가부흥전선, 루마니아 전선, 국가에 대한 모든 것
- 독일인 민족주의 운동
- 공화국 국방을 위한 연합, 민주주의와 개발을 위한 국민공화주의 운동
- 리히텐슈타인 독일인 민족 운동
- 대몽골당
- 미국해방당, 미국 나치당, 미국 팔랑헤당, 기독교당, 딕시크랫, 국가연방 우익당, 미국 우선당, 미국 국가사회주의당, 백인 애국자당
- 신 질서당, 국가행동운동
- 국민전선, 독일어 플람스 인민 협회, 렉스당, 플람스 연합, 대네덜란드 국민단결주의 연합, 아기르, 플람스 국가 연합, 새로운 힘당
- 불가리아 나치당, 불가리아 국가군사조합, 국가사회주의 운동
- 스위스 국민전선, 스위스 국민운동, 국민연합, 스위스 인민당
- 국가사회주의 블록, 국가사회주의 스웨덴 농부와 노동자당, 신 스웨덴 운동, 신 스웨덴 국민연맹, 스웨덴 국가사회주의당, 국가사회주의 스웨덴 통합당, 스웨덴인의 당, 민족청년운동
- 스페인 팔랑헤당, 독립 팔랑헤당, 팔랑헤당 (1937년), 독립자유기구, 국민생디칼리슴 공세평의회, 준타스 에스파놀라스, 국민전선, 국민연합, 스페인 국민당, 7월 18일 국민동맹, 국민전선 (2006년), 새로운 힘
- 독일인 당, 슬로바키아 진실국민당
- 아르헨티나 애국연맹, 민족해방동맹, 시민혁명운동, 공화연맹, 아르헨티나 파시스트당, 아르헨티나 민족주의 행동, 나시오날리스모, 국가 파시스트당, 아르헨티나 파시스트 연합, 타쿠아라 민족주의 운동, 아르헨티나 반공주의 연맹, 신트라이엄프당
- 국민당
- 육군전우협회, 녹의사, 국민협조당
- 알바니아 파시스트당, 발리 콤페타르, 합법 운동
- 프랑스령 알제리 전선
- 영국 파시스트 연합, 영국 파시스트, 영국 신당, 더 브리톤즈, 제국 파시스트 연맹, 국가사회주의 연맹, 영국 자유당, 영국 운동, 헌법 운동, 위대한 영국 운동, 영국 인민당 (2013년), 영국 인민당, 국가민주당, 잉글랜드 우선당, 민족주의 동맹, 신 영국당, 신 민족주의당, 11월 9일의 사회, 스코틀랜드 민주 파시스트당, 영국 연합 운동, 영국 국민당, 국가사회주의운동, 국가사회주의 행동당
- 케른텐 자유당, 국가민주당, 조국전선, 국가사회주의 오스트리아 노동자당[34]
- 오스트레일리아 민족주의당, 오스트레일리아 연방행동당, 진보주의 보수당, 오스트레일리아 개척당 - 이민을 줄이자, 애국청년연맹
- 우크라이나의 애국[35], 우크라이나 국가사회당, 우크라이나 국민 국회[36]
- 알무타나 클럽
- 아리아당, 신 이란당, 회의당, 이란 부흥당
- 카치, 테히야
- 국가 파시스트당, 이탈리아 파시스트 혁명 행동, 공화 파시스트당, 민주 파시스트당, 이탈리아 사회운동, 국가 전위대, 사회대안당, 제3의 위치
- 대정익찬회, 일본유신회, 흑룡회, 이중잎회, 현양사, 대일본청년당, 국민연맹
- 체코 국민당, 체코 독일인 나치당, 주데텐 독일인 당, 체코슬로바키아 독일인 인민 협회, 파시스트 국민 공동체
- 칠레 국가사회주의 운동
- 캐나다 민족통일당
- 키프로스 민주당
- 코스타리카 나치당
- 우스타샤
- 공화주민국가당
- 국가연합당
- 위대한 폴란드 캠프, 급진국민캠프[37]
- 제3의 길
- 라푸아 운동, 애국인민운동
- [[파일:{{{국기그림-1943}}}|22x20px|border |필리핀|링크=필리핀]] 칼리바피
- 화살십자당, 헝가리 국가사회주의당, 국가사회주의 기독교 전선, 기독교 국민연합당, 헝가리 국가사회주의 농업과 노동자당, 제3의 길 연립, 국민전선, 헝가리 국민전선, 동양의 인민당, 헝가리 국가사회주의연합, 헝가리 국방협회, 거친 연대

## 같이 보기
- 우익
- 우익 대중주의
- 파시즘
- 극좌